# Haute cuisine

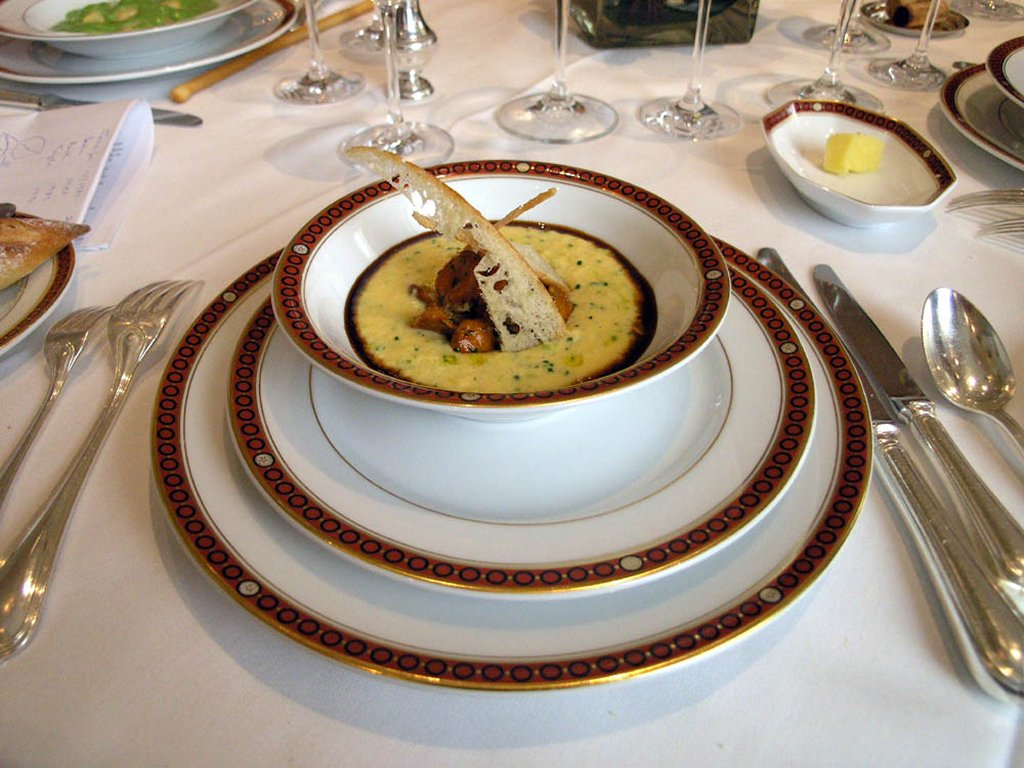
Příklad prezentace francouzské Haute cuisine

Haute cuisine ([ot kɥi.zin], francouzsky „vysoká kuchyně“), též Grande cuisine („velká kuchyně“) je pojem, který se vztahuje k takzvané gastronomii vysoké úrovně v luxusních restauracích a hotelích. Klade se v ní důraz na puntičkářskou úpravu a pečlivou prezentaci jídel, jež obvykle doprovázejí kvalitní vína. Tomu rovněž odpovídají i vysoké ceny v těchto zařízeních.